# 손승덕
손승덕(孫承德, 1920년 11월 11일 ~ 1993년 5월 22일)은 대한민국의 정치인이다. 제9·10·14대 국회의원을 지냈다.

## 학력
- 춘천고등학교 졸업
- 일본 니혼 대학 전문부 상학과 졸업
- 대한민국 국방대학교 행정학사 1기(1956년)

## 경력
- 춘천고등학교동창회장
- 강원대학기성회장
- 대한체육회이사
- 대한연식정구협회회장
- 민주공화당 당기위원
- 민주공화당 당무행정자치위원
- 민주공화당 지역개발심의위원
- 민주정의당 특임행정위원
- 신민주공화당 상임위원
- 통일국민당 상임고문

## 사망
1993년 5월 22일 강원도 춘천시 칠전동 88공원앞에서 경춘국도 길을 건너다가 1톤 포터트럭에 치여 사망하였다.

## 역대 선거 결과
|  | 36.64% |

|  | 30.50% |

|  | 32.35% |

|  | 43.46% |

## 가족 관계
- 배우자 : 이기남
  - 아들 : 손건웅